# Colibri trompeur
Leucippus fallax
Genre
Espèce
Statut de conservation UICN

 LC  : Préoccupation mineure
Statut CITES
Le Colibri trompeur (Leucippus fallax) est une espèce de colibris de la sous-famille des Trochilinae.

## Distribution
Le Colibri trompeur est présent en Colombie et au Venezuela. 

Carte de répartition de l'espèce

## Habitat
Ses habitats sont les forêts tropicales et subtropicales sèches, la végétation des marais à mangroves et les forêts sèches de broussailles.